# 沼田紅緑
沼田 紅緑（ぬまた こうろく、1891年4月9日 - 1927年3月30日）は、日本の映画監督、脚本家、元俳優である。俳優時代の芸名は片岡 定丸（かたおか さだまる）、本名沼田 定次郎（ぬまた さだじろう）。
牧野省三に師事して俳優から映画監督に転向し、牧野の日活からの独立以降、牧野と行動をともにし片腕として信頼された。阪東妻三郎の第1回主演作品『鮮血の手型』、月形龍之介の第1回主演作品『刃光』、市川右太衛門の映画デビュー作・第1回主演作品『黒髪地獄』を監督し、若き無名俳優であったそれぞれをスターダムに押し上げることに貢献したことで知られる。『討たるゝ者』では妻三郎の人気を不動のものにし、右太衛門は自らの演技の基礎を築いた沼田を終生の師と仰いだ。

## 人物・来歴
1891年（明治24年）4月9日（木曜日）、京都府京都市上京区松屋町通出水東入ル東天秤町に生まれる。ただし『日本映画年鑑 大正十三・四年』には「明治廿五年四月九日」（1892年4月9日）と記されている。
尋常小学校を1902年（明治35年）に卒業したのが最終学歴である。卒業後は家業を手伝っていたが、旧劇（歌舞伎）の俳優になる。岸松雄によれば、沼田は片岡市之正に入門して市之正一座に所属、当時から牧野省三の経営する千本座の舞台に上がっていたという。このころの芸名は片岡 定丸であり、満18歳になる1909年（明治42年）、横田商会の映画に出演、映画界にデビューしている。具体的な作品名は伝えられていない。1914年（大正3年）、日活関西撮影所に入社、俳優として出演しているが、具体的な作品名は不明である。本人のアンケート回答による『日本映画年鑑 大正十三・四年』には、1917年（大正6年）ころから監督になり、最初の監督作は同年6月7日に公開された、尾上松之助主演作『郷の虎丸』である旨の記述があるが、日本映画データベース、日活データベース等では同作の監督は辻吉郎であるとされている。両データベースによれば、同作よりも先に、1915年（大正4年）に製作・公開された尾上松之助主演作『法華丈助』を監督した記録が残っている。
1921年（大正10年）6月、日活関西撮影所長であった牧野省三が日活から独立し、牧野教育映画製作所を等持院境内に設立すると、これに参加する。同社での最初の監督作は、渡辺篤・江川宇礼雄主演による『兄弟仲は』であった。一般興行用の劇映画を製作しない条件で始められた同社であったが、牧野省三は確信犯的に一般映画にシフトし、1923年（大正12年）に入ると沼田の監督作も、剣戟映画にシフトし、同年6月1日、同社はマキノ映画製作所に改組された。1924年（大正13年）7月、同社は東亜キネマに吸収され、等持院撮影所は東亜キネマ等持院撮影所と改称したが、沼田は引き続き、同撮影所に所属した。
1925年（大正14年）6月、牧野省三が東亜キネマを退社、花園天授ヶ丘に御室撮影所を建設、マキノ・プロダクションを設立するとこれに参加、マキノ省三（牧野省三）総指揮による泉春子の主演作『討幕の叫び』を監督、同作は同年9月11日に公開された。同年に同社に入社した市川右太衛門の映画デビュー作『黒髪地獄』を監督し、同作は同年12月25日に公開されたが、以降、同社での右太衛門出演作のほとんどを監督した。同社の助監督であった管家紅葉によれば、沼田は金森萬象とは親友であり、沼田組の助監督には杉本九一郎がいたとのことである。
1927年（昭和2年）1月に製作を開始した、マキノ省三総指揮・監督による大作『忠魂義烈 実録忠臣蔵』の現場に応援監督として就き（ノンクレジット）、滋賀県犬上郡彦根町（現在の同県彦根市）での雪中ロケーション撮影に参加した折に風邪を引く。その後、同年3月11日に公開された『江戸嵐』（主演河原崎権三郎・大林梅子）を監督したが、同年3月30日、風邪に端を発してワイルス氏病（レプトスピラ症）に罹患、同病により、京都府京都市上京区浄福寺通下立売下ル中務町の自宅で死去した。満35歳没。
牧野省三の長男・マキノ雅広は、当時を回想し、『忠魂義烈 実録忠臣蔵』の製作開始時に沼田に死なれたことは、父にとって相当の打撃であったろう旨、述懐している。沼田を師と仰いだ右太衛門は、沼田の死を契機にマキノを退社、翌月の同年4月には市川右太衛門プロダクションを奈良・あやめ池遊園地内に設立して、独立している。

## フィルモグラフィ
クレジットは、特筆のないものはすべて「監督」である。公開日の右側には監督を含む監督以外のクレジットがなされた場合の職名、および東京国立近代美術館フィルムセンター（NFC）、マツダ映画社所蔵等の上映用プリントの現存状況についても記す。同センター等に所蔵されていないものは、とくに1940年代以前の作品についてはほぼ現存しないフィルムである。資料によってタイトルの異なるものは併記した。

### 日活関西撮影所
すべて製作は「日活関西撮影所」、配給は「日活」、すべてサイレント映画である。
- 『法華丈助』 : 脚本不明、撮影不明、主演尾上松之助、1915年製作・公開
- 『金時金太』 : 脚本不明、撮影不明、主演尾上松之助、1917年4月7日公開
- 『郷の虎丸』 : 脚本不明、撮影不明、主演尾上松之助、1917年6月7日公開[1][13]
- 『芸妓の小染』 : 脚本不明、撮影不明、主演尾上松之助、1917年製作・公開
- 『江戸荒蔵』 : 脚本不明、撮影不明、主演尾上松之助、1917年製作・公開
- 『信夫常吉』（『信夫の常吉』[8]） : 脚本不明、撮影不明、主演尾上松之助、1918年2月10日公開
- 『一寸徳兵衛』 : 脚本不明、撮影不明、主演尾上松之助、1918年3月9日公開
- 『檜山騒動』 : 脚本不明、撮影不明、主演尾上松之助、1918年製作・公開

### 牧野教育映画製作所
すべて製作・配給は「牧野教育映画製作所」、すべてサイレント映画である。
- 『兄弟仲は』 : 脚本牧野省三、撮影橋本佐一呂、主演渡辺篤・江川宇礼雄、1921年製作・公開
- 『鍋かぶり日親』 : 脚本不明、撮影不明、主演片岡市太郎、1922年7月26日公開
- 『稲田の草庵 大和平九郎』 : 脚本不明、撮影不明、主演栗井饒太郎（井上金太郎）・内田吐夢、1922年製作・公開 - 監督、『稲田の草庵』題・24分尺で現存（NFC所蔵[9]） / 37分尺で現存[22]
- 『野狐三次』 : 脚本不明、撮影不明、主演片岡市太郎・市川花紅、1923年1月14日公開 - 牧野省三と共同で監督
- 『妖怪自来也』 : 脚本不明、撮影不明、主演有田松太郎（市川幡谷）、1923年2月8日公開 - 牧野省三と共同で監督
- 『鼠小僧次郎吉』 : 脚本不明、撮影不明、主演有田松太郎（市川幡谷）、1923年2月15日公開 - 牧野省三と共同で監督
- 『松平長七郎』 : 脚本不明、撮影不明、主演市川玉太郎、1923年2月22日公開 - 牧野省三と共同で監督
- 『大久保彦左衛門』 : 脚本不明、撮影不明、主演有田松太郎（市川幡谷）、1923年3月3日公開 - 牧野省三と共同で監督
- 『清水次郎長』 : 脚本不明、撮影不明、主演有田松太郎（市川幡谷）、1923年3月13日公開 - 牧野省三と共同で監督
- 『神崎与五郎』 : 脚本不明、撮影不明、主演有田松太郎（市川幡谷）、1923年製作・公開 - 牧野省三と共同で監督

### マキノ映画製作所等持院撮影所

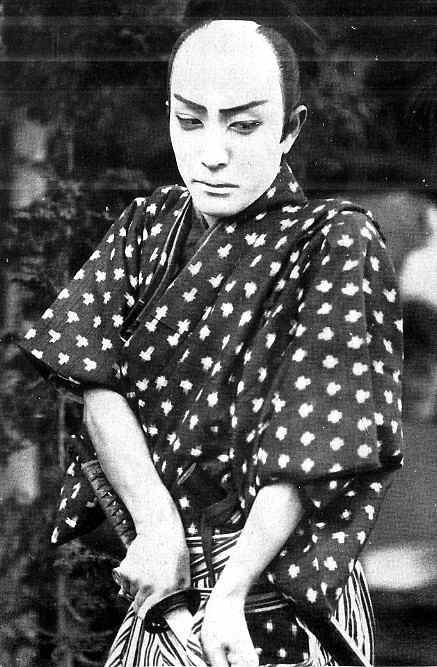
阪東妻三郎第1回主演作『鮮血の手型』（写真、1923年）を監督し、妻三郎をスターダムに押し上げた。

すべて製作は「マキノ映画製作所等持院撮影所」、配給は「マキノ映画製作所」、すべてサイレント映画である。
- 『勧進帳安宅の関』 : 脚本不明、撮影不明、主演市川幡谷、1923年6月27日公開 - 牧野省三と共同で監督
- 『辻斬の達人』 : 総監督・脚本牧野省三、撮影宮崎安吉、主演市川幡谷、1923年8月16日公開
- 『大阪守護の霧隠』 : 脚本不明、撮影橋本佐一呂、主演片岡市太郎、1923年8月30日公開
- 『鮮血の手型 前篇』 : 原作・脚本寿々喜多呂九平、撮影田中重次郎（田中十三）、主演阪東妻三郎、1923年10月17日公開
- 『鮮血の手型 後篇』 : 原作・脚本寿々喜多呂九平、撮影田中重次郎（田中十三）、主演阪東妻三郎、1923年10月26日公開
- 『小雀峠』 : 原作・脚本寿々喜多呂九平、撮影橋本佐一呂、主演市川小蝦、1923年11月30日公開 - 監督、60分尺で現存（NFC所蔵[9]） / 31分尺で現存（マツダ映画社所蔵[21]）
- 『或る日の大石』 : 総指揮・脚本牧野省三、撮影橋本佐一呂、主演有田松太郎（市川幡谷）、1923年12月14日公開
- 『生首の薄化粧』 : 撮影松浦茂、主演市川幡谷・森静子、1923年12月21日公開 - 監督・脚本
- 『安政奇談』 : 脚本不明、撮影河崎喜久三、主演市川幡谷、1923年12月21日公開
- 『恐怖の夜叉』 : 原作・脚本寿々喜多呂九平、撮影宮崎安吉、主演市川幡谷、1924年1月2日公開 - 牧野省三と共同で監督
- 『燃ゆる渦巻 第一篇』 : 原作前田曙山、脚本寿々喜多呂九平、撮影宮崎安吉、主演市川幡谷、1924年1月7日公開
- 『小佛心中』 : 原作・脚本寿々喜多呂九平、撮影河崎喜久三、主演市川幡谷、1924年1月13日公開
- 『燃ゆる渦巻 第二篇』 : 原作前田曙山、脚本寿々喜多呂九平、撮影宮崎安吉、主演市川幡谷、1924年1月19日公開
- 『燃ゆる渦巻 第三篇』 : 総指揮牧野省三、原作前田曙山、脚本寿々喜多呂九平、撮影田中重治郎（田中十三）、主演市川幡谷、1924年2月15日公開
- 『命の掛橋』 : 原作・脚本馬場春宵、撮影田中重次郎（田中十三）、主演阪東妻三郎、1924年2月22日公開
- 『燃ゆる渦巻 最終篇』 : 総指揮牧野省三、原作前田曙山、脚本寿々喜多呂九平、撮影宮崎安吉、主演市川幡谷、1924年3月6日公開
- 『雪の峠』 : 撮影田中重次郎（田中十三）、主演片岡市太郎・森静子、1924年4月11日公開 - 監督・脚本
- 『春は花遠山桜』 : 原作悟道軒円玉、撮影田中重次郎（田中十三）、主演阪東妻三郎、1924年4月25日公開 - 監督・脚本
- 『乞食が武士に成つた話』 : 指揮牧野省三、原作・脚本寿々喜多呂九平、撮影橋本佐一呂、主演阪東妻三郎・生野初子、1924年5月23日公開
- 『忠と孝 第一篇 烈女お初』 : 指揮マキノ青司（牧野省三）、脚本不明、撮影橋本佐一呂、主演泉春子、1924年5月30日公開
- 『忠と孝 第二篇 養老の瀧』 : 脚本不明、撮影橋本佐一呂、主演片岡市太郎、1924年5月30日公開
- 『林檎』 : 指揮マキノ青司（牧野省三）、撮影田中重次郎（田中十三）、主演森静子・マキノ輝子、1924年6月6日公開 - 監督・脚本
- 『雲母阪』 : 原作直木三十三（直木三十五）、脚本マキノ青司（牧野省三）、撮影宮崎安吉、主演阪東妻三郎、1924年6月20日公開 - 監督、3分尺の断片が現存（大阪藝術大学所蔵[23]）
- 『忠治愛刀』 : 指揮・脚本マキノ青司（牧野省三）、撮影橋本佐一呂、主演阪東妻三郎、1924年6月25日公開
- 『討たるゝ者』 : 総監督マキノ青司（牧野省三）、原作・脚本寿々喜多呂九平、撮影橋本佐一呂、主演阪東妻三郎、1924年7月4日公開
- 『紀州の落人 目明し長九郎』 : 撮影田中重次郎（田中十三）、主演市川幡谷、1924年7月11日公開 - 監督・脚本

### 東亜キネマ等持院撮影所
特筆以外すべて製作は「東亜キネマ等持院撮影所」、配給は「東亜キネマ」、すべてサイレント映画である。
- 『歓楽の贅』 : 原作前田曙山、撮影橋本佐一呂、主演島田嘉七・森静子、1924年7月24日公開 - 監督・脚本
- 『刃光 前篇』 : 指揮牧野省三、脚本寿々喜多呂九平、撮影橋本佐一呂、主演月形龍之介、1924年8月22日公開
- 『刃光 後篇』 : 指揮牧野省三、脚本寿々喜多呂九平、撮影橋本佐一呂、主演月形龍之介、1924年8月29日公開
- 『天晴れ大関』 : 指揮牧野省三、撮影松浦茂、主演中根龍太郎、1924年9月19日公開 - 監督・脚本
- 『四十年の恋』 : 撮影松浦茂、主演市川幡谷・泉春子、1924年10月10日公開 - 監督・脚本
- 『清水次郎長』 : 原作神田伯山、撮影持田米彦、主演阪東妻三郎、製作東亜マキノ等持院撮影所、配給東亜キネマ、1924年10月10日公開 - 監督・脚本
- 『時勢は移る』 : 原作・脚本馬場春宵、撮影宮崎安吉、主演阪東妻三郎、1924年10月24日公開
- 『斬奸』 : 原作・脚本寿々喜多呂九平、撮影橋本佐一呂、主演小島陽三、1924年12月5日公開
- 『戦国時代 第二篇』 : 原作・脚本篠崎三千秋、撮影田中重二郎（田中十三）、主演高木新平、1925年1月4日公開 - 監督、『戦国時代』題・全篇あわせて81分尺で現存（マツダ映画社所蔵[21]）
- 『戦国時代 第三篇』 : 総指揮牧野省三、原作・脚本悪麗之助、撮影田中重次郎（田中十三）、主演高木新平、1925年1月8日公開 - 監督、同上[21]
- 『国定忠次』 : 総指揮・監督マキノ青司（牧野省三）、原作行友李風、脚本馬場春宵・曾根純三、撮影宮崎安吉・持田米彦、主演澤田正二郎、1925年1月15日公開 - 二川文太郎・仁科熊彦とともに助監督
- 『荒神山の血煙』 : 撮影宮崎安吉・窪添貴良、主演市川小文治、1925年2月6日公開 - 監督・原作・脚本
- 『殺生村正』 : 撮影橋本佐一呂、主演月形龍之介、1925年2月27日公開 - 監督・脚本
- 『無宿者伝八』 : 撮影持田米彦・田中十三、主演中根龍太郎、製作東亜マキノ等持院撮影所、配給東亜キネマ、1925年3月27日公開 - 監督・原作・脚本
- 『三人姉妹 前篇』 : 総指揮・脚色マキノ省三、原作本田美禅、撮影田中十三、主演阪東妻三郎、製作東亜マキノ等持院撮影所、配給東亜キネマ、1925年4月17日公開
- 『三人姉妹 中篇』 : 総指揮・脚色マキノ省三、原作本田美禅、撮影田中十三、主演阪東妻三郎、製作東亜マキノ等持院撮影所、配給東亜キネマ、1925年4月23日公開
- 『三人姉妹 後篇』 : 原作本田美禅、脚本牧野省三、撮影田中十三、主演阪東妻三郎、製作東亜マキノ等持院撮影所、配給東亜キネマ、1925年5月1日公開
- 『落花の舞 前篇』 : 総指揮マキノ省三、原作前田曙山、脚本井上金太郎、撮影田中十三、主演泉春子、製作東亜マキノ等持院撮影所、配給東亜キネマ、1925年6月12日公開
- 『落花の舞 後篇』 : 総指揮マキノ省三、助監督勝見正義、原作前田曙山、脚本井上金太郎、撮影田中十三、主演泉春子、1925年6月19日公開

### マキノプロダクション御室撮影所

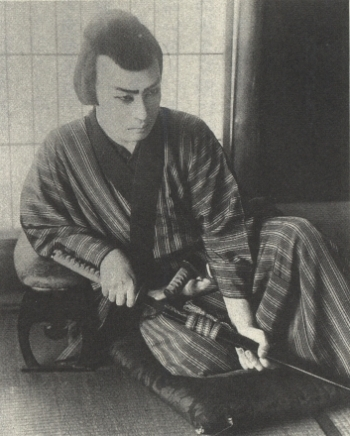
市川右太衛門の映画デビューおよび第1回主演作『黒髪地獄』（写真、1925年）を監督し、右太衛門をスターにすると同時に、右太衛門からは師と仰がれた。

特筆以外すべて製作は「マキノプロダクション御室撮影所」、配給は「マキノ・プロダクション」、すべてサイレント映画である。
- 『討幕の叫び』 : 総指揮マキノ省三、撮影宮崎安吉、主演泉春子、1925年9月11日公開 - 監督・原作・脚本
- 『糸の乱れ 前篇』 : 原作前田曙山、撮影宮崎安吉、主演澤村長十郎・マキノ輝子、1925年10月15日公開 - 監督・脚本
- 『糸の乱れ 後篇』 : 総監督牧野省三、原作前田曙山、撮影宮崎安吉、主演澤村長十郎・マキノ輝子、1925年10月23日公開 - 監督・脚本
- 『弁天小僧』 : 総監督牧野省三、脚本青木優、撮影大森伊八、主演澤村長十郎、1925年10月23日公開
- 『駕屋の先生』 : 撮影松浦茂、主演岩城秀哉、1925年10月30日公開 - 監督・原作・脚本
- 『剣かたばみ』 : 原作前田曙山、撮影松田定次、主演武井龍三、1925年11月27日公開 - 監督・脚本
- 『切られ与三郎』 : 原作岡鬼太郎、脚本青木優、撮影宮崎安吉、主演市川八百蔵・岡島艶子、1925年12月11日公開
- 『黒髪地獄 前後篇』 : 原作・脚本西条照太郎、撮影松田定次、主演市川右太衛門、1925年12月25日公開
- 『忠弥召捕』 : 原作・脚本直木三十三（直木三十五）、撮影大森伊八、主演澤村長十郎、1926年1月8日公開
- 『男達』 : 指揮牧野省三、脚本人見吉之助、撮影大森伊八、主演大谷友三郎・泉春子、1926年1月22日公開
- 『走馬燈』 : 脚本人見吉之助、撮影石野誠三、主演實川延松・玉木光子、1926年1月31日公開
- 『孔雀の光 前篇』 : 指揮牧野省三、原作前田曙山、撮影松田定次、主演市川右太衛門・マキノ輝子、1926年2月26日公開 - 監督・脚本
- 『孔雀の光 第二篇』 : 総指揮マキノ省三、原作前田曙山、撮影松田定次、主演市川右太衛門・マキノ輝子、1926年3月19日公開 - 監督・脚本
- 『外道』 : 総監督マキノ省三、原作・脚本西条照太郎、撮影松田定次、主演高松錦之助、1926年4月3日公開
- 『孔雀の光 第三篇』 : 原作前田曙山、撮影松田定次、主演市川右太衛門・マキノ輝子、1926年4月30日公開 - 監督・脚本
- 『討たるゝ兄弟』 : 総指揮マキノ省三、撮影松田定次、主演市川右太衛門・泉春子、1926年5月23日公開 - 監督・原作・脚本
- 『春日山の月』 : 総指揮・脚本マキノ省三、撮影田中十三、主演高松錦之助、1926年6月11日公開
- 『憤怒』 : 原作・脚本西條照太郎、撮影松田定次、主演大谷友三郎、1926年7月1日公開
- 『牡丹燈籠』 : 原作・脚本北本黎吉、撮影田中十三、主演市川右太衛門、1926年8月6日公開
- 『赤城山颪』 : 指揮マキノ省三、撮影田中十三、主演市川右太衛門・泉春子、1926年8月27日公開 - 監督・原作・脚本
- 『佐平次捕物帖 新釈紫頭巾 前篇』 : 原作・脚本寿々喜多呂九平、撮影田中十三、主演市川右太衛門・泉春子、1926年10月15日公開
- 『佐平次捕物帖 新釈紫頭巾 後篇』 : 原作・脚本寿々喜多呂九平、撮影田中十三、主演市川右太衛門・泉春子、1926年10月22日公開
- 『鳴門秘帖 第一篇』 : 指揮マキノ省三、原作吉川英治、脚本西條照太郎、撮影田中十三、主演市川右太衛門・玉木悦子、1926年11月7日公開
- 『鳴門秘帖 第二篇』 : 指揮マキノ省三、原作吉川英治、脚本西條照太郎、撮影田中十三、主演市川右太衛門・玉木悦子、1926年11月21日公開
- 『加藤清正』 : 脚本不明、撮影田中十三、主演市川小文治、1927年1月28日公開
- 『鳴門秘帖 第三篇』 : 指揮マキノ省三、原作吉川英治、脚本西條照太郎、撮影田中十三、主演市川右太衛門・玉木悦子、1927年2月9日公開
- 『江戸嵐』 : 撮影田中十三、主演河原崎権三郎・大林梅子、1927年3月11日公開 - 監督・脚本